# Engelbertskirche
Dem Patrozinium des heiligen Engelbert von Berg sind folgende Kirchen unterstellt:
in Deutschland
- St. Engelbert (Bergisch Gladbach)-Rommerscheid
- Kirche St. Engelbert in Bochum-Dahlhausen
- Kirche St. Engelbert in Essen
- Kirche St. Engelbert in Hattingen-Niederbonsfeld
- Pfarrkirche St. Engelbert in Köln-Humboldt/Gremberg
- Pfarrkirche St. Engelbert in Köln-Riehl
- Kirche St. Engelbert in Leverkusen-Pattscheid
- Kirche St. Engelbert in Odenthal-Voiswinkel
- Kirche St. Engelbert in Mülheim an der Ruhr; heute Pfarrei St. Barbara (Dümpten)
- Pfarrkirche St. Engelbert in Remscheid
- Pfarrkirche St. Engelbert in Solingen
- Kirche St. Engelbert (St. Ingbert), Saarland

in Österreich
- Engelbertkirche Hohe Wand, Gedenkkirche für den 1934 ermordeten Bundeskanzler Engelbert Dollfuß